# Kara Mbodji
Serigne Modou Kara Mbodji známý jako Kara Mbodji, Kara Mbodj nebo jen Kara (* 11. listopadu 1989, Ndiass, Senegal) je bývalý senegalský fotbalový obránce. Hrál na postu stopera (středního obránce), alternativně defensivního záložníka.
S týmem KRC Genk vyhrál v sezóně 2012/13 belgický fotbalový pohár.

## Klubová kariéra
- Diambars FC (mládež)
- Diambars FC 2008–2010
- Tromsø IL 2010–2012
- KRC Genk 2013–2015
- RSC Anderlecht 2015–2019
- → FC Nantes 2018–2019
- Al-Sailiya SC 2019–2022

## Reprezentační kariéra
Se senegalským týmem U23 se zúčastnil LOH 2012 v Londýně (Spojené království).
V seniorské reprezentaci Senegalu debutoval v roce 2011.
Představil se na APN 2015 v Rovníkové Guineji.